# Gruppo Sportivo Fascio Giovanni Grion 1941-1942
Questa voce raccoglie le informazioni riguardanti il Gruppo Sportivo Fascio Giovanni Grion nelle competizioni ufficiali della stagione 1941-1942.

## Organigramma societario
Area direttiva
- Presidente: Dott. Vittorio Tamaro
- Vice presidente: Dott. Lino Dinelli (I)
- Consiglieri: Vittorio Zucca e Lodovico Mattioli.

Area organizzativa
- Segretario: Francesco Stocco
- Cassiere: Antonio Dobrini

Area tecnica
- Allenatore: Bruno Kazianka

## Divise
| Prima divisa |

## Rosa
| N. |                   | Ruolo | Calciatore                     |
| -- | ----------------- | ----- | ------------------------------ |
|    | Italia (bandiera) | C     | Sergio Bassi                   |
|    | Italia (bandiera) | A     | Lino Bazzanovich (Brazzano)    |
|    | Italia (bandiera) | D     | Livio Beni                     |
|    | Italia (bandiera) | A     | Piero Bortoletti               |
|    | Italia (bandiera) | A     | Giovanni Buich (Bucci)         |
|    | Italia (bandiera) | A     | Chiara                         |
|    | Italia (bandiera) | C     | Giovanni Chirissich (Chirissi) |
|    | Italia (bandiera) | C     | Salvatore Degortes             |
|    | Italia (bandiera) | P     | Tito Devescovi                 |
|    | Italia (bandiera) | D     | Emilio Ferrari                 |
|    | Italia (bandiera) | A     | Bruno Kazianka (Cazianca)      |
|    | Italia (bandiera) | A     | Silvio Marini                  |
|    | Italia (bandiera) | A     | Guido Peggion                  |
|    | Italia (bandiera) | C     | Bruno Persich (Persi)          |
|    | Italia (bandiera) | A     | Ermanno Poggipollini           |
|    | Italia (bandiera) | P     | Attilio Rampa                  |

| N. |                   | Ruolo | Calciatore              |
| -- | ----------------- | ----- | ----------------------- |
|    | Italia (bandiera) | D     | Giacinto Recalcati      |
|    | Italia (bandiera) | D     | Tullio Rocco            |
|    | Italia (bandiera) | A     | Antonio Rubini          |
|    | Italia (bandiera) | A     | Salata                  |
|    | Italia (bandiera) | A     | Mario Silli             |
|    | Italia (bandiera) | A     | Angelo Solazzo          |
|    | Italia (bandiera) | C     | Gabriele Supertino      |
|    | Italia (bandiera) | D     | Marcello Taucer         |
|    | Italia (bandiera) | A     | Giordano Terlon         |
|    | Italia (bandiera) | D     | Mario Tranfich (Tranfi) |
|    | Italia (bandiera) | P     | Gastone Vaniglio        |
|    | Italia (bandiera) | D     | Silvano Vatta (II)      |
|    | Italia (bandiera) | A     | Luigi Zelaschi (I)      |
|    | Italia (bandiera) | A     | Claudio Zino            |
|    | Italia (bandiera) | C     | Bruno Ziz (Sizzi)       |

Fra parentesi il cognome italianizzato imposto al giocatore e riportato dalla stampa sportiva nazionale e locale.

## Risultati

### Serie C

#### Girone A

##### Girone di andata
| Ferrara 26 ottobre 1941 1ª giornata | Ferrara | 3 – 1 | Grion Pola |  |

| Pola 2 novembre 1941 2ª giornata | Grion Pola | 1 – 2 | Vittorio Veneto |  |

| Monfalcone 9 novembre 1941 3ª giornata | CRDA Monfalcone | 3 – 0 | Grion Pola |  |

| Pola 16 novembre 1941 4ª giornata | Grion Pola | 0 – 0 | Audace SME |  |

| Pordenone 23 novembre 1941 5ª giornata | Pordenone | 2 – 0 | Grion Pola |  |

| Pola 30 novembre 1941 6ª giornata | Grion Pola | 0 – 0 | Lanerossi Schio |  |

| Valdagno 7 dicembre 1941 7ª giornata | Marzotto Valdagno | 1 – 0 | Grion Pola |  |

| Pola 14 dicembre 1941 8ª giornata | Grion Pola | 0 – 1 | Pro Gorizia |  |

| Treviso 21 dicembre 1941 9ª giornata | Treviso | 0 – 1 | Grion Pola |  |

| Pola 28 dicembre 1941 10ª giornata | Grion Pola | 0 – 3 | Pieris |  |

| Bassano del Grappa 4 gennaio 1942 11ª giornata | Bassano | 2 – 0 | Grion Pola |  |

| Pola 11 gennaio 1942 12ª giornata | Grion Pola | 0 – 0 | Rovigo |  |

| Mestre 18 gennaio 1942 13ª giornata | Mestre | 3 – 3 | Grion Pola |  |

| Pola 25 gennaio 1942 14ª giornata | Grion Pola | 0 – 3 | Ponziana |  |

| Isola d'Istria 19 marzo 1942 15ª giornata | Ampelea | 1 – 2 | Grion Pola |  |

##### Girone di ritorno
| Pola 15 febbraio 1942 16ª giornata | Grion Pola | 1 – 2 | Ferrara |  |

| Vittorio Veneto 22 febbraio 1942 17ª giornata | Vittorio Veneto | 6 – 0 | Grion Pola |  |

| Pola 1 marzo 1942 18ª giornata | Grion Pola | 2 – 1 | CRDA Monfalcone |  |

| Verona 8 marzo 1942 19ª giornata | Audace SME | 2 – 1 | Grion Pola |  |

| Pola 15 marzo 1942 20ª giornata | Grion Pola | 2 – 1 | Pordenone |  |

| Schio 22 marzo 1942 21ª giornata | Lanerossi Schio | 2 – 0 | Grion Pola |  |

| Pola 29 marzo 1942 22ª giornata | Grion Pola | 2 – 0 | Marzotto Valdagno |  |

| Gorizia 26 aprile 1942 23ª giornata | Pro Gorizia | 0 – 2 | Grion Pola |  |

| Pola 3 maggio 1942 24ª giornata | Grion Pola | 1 – 2 | Treviso |  |

| San Canzian d'Isonzo 10 maggio 1942 25ª giornata | Pieris | 5 – 0 | Grion Pola |  |

| Pola 17 maggio 1942 26ª giornata | Grion Pola | 0 – 2 | Bassano |  |

| Rovigo 24 maggio 1942 27ª giornata | Rovigo | 2 – 0 | Grion Pola |  |

| Pola 31 maggio 1942 28ª giornata | Grion Pola | 3 – 1 | Mestre |  |

| Trieste 7 giugno 1942 29ª giornata | Ponziana | 1 – 1 | Grion Pola |  |

| Pola 14 giugno 1942 30ª giornata | Grion Pola | 2 – 3 | Ampelea |  |